# Stone the Crow
«Stone the Crow» es el nombre del primer sencillo extraído del álbum Nola de la banda estadounidense de metal-rock Down. Al ser Nola el álbum debut del grupo, Stone the Crow es también la carta de presentación de este grupo, formado por miembros de Pantera y Corrosion of Conformity entre otros, ante el gran público.
El sencillo fue presentado en septiembre de 1995, y para la promoción del mismo se rodó un videoclip.
- Datos: Q7619085